# Sericornis citreogularis
Sericornis citreogularis е вид птица от семейство Acanthizidae.

## Разпространение
Видът е разпространен в Австралия.